# Quốc huy Hungary

Quốc huy của Hungary

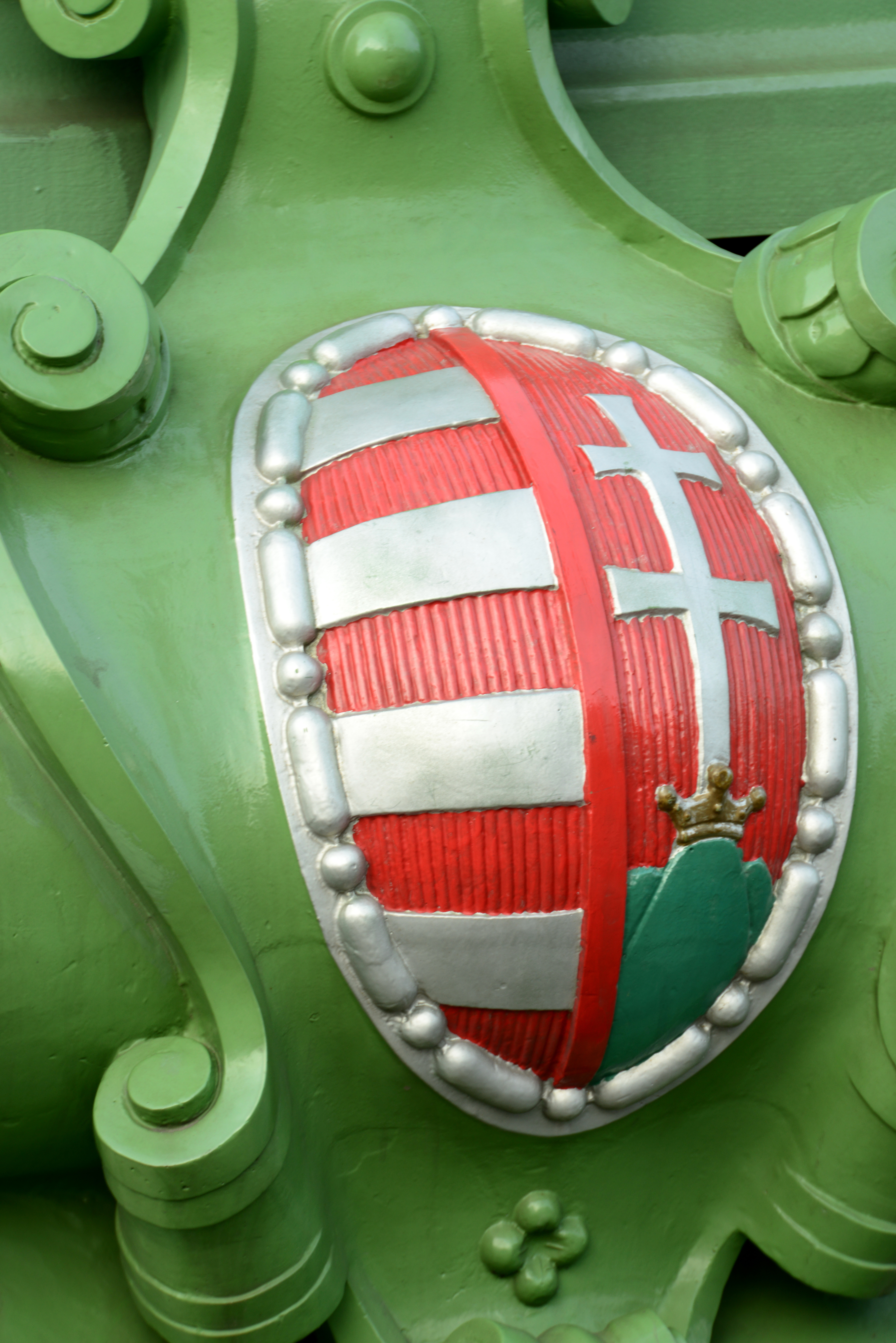

Quốc huy của Hungary hiện nay được chính thức sử dụng từ tháng 7 năm 1990, sau khi chế độ xã hội chủ nghĩa tại Hungary sụp đổ. Phần phía trên của quốc huy là vương miện Thần thánh Hungary với cây thánh giá bị nghiêng. Vương miện này được gửi đến từ thành La Mã cho vị vua đầu tiên trong lịch sử Hungary: vua István I (Stephen, Stefan...), lên ngôi năm 1000. Bốn đường kẻ ngang màu bạc tượng trưng cho bốn con sống chính ở Hungary.